# Javaanse klauwiertimalia
De Javaanse klauwiertimalia (Pteruthius flaviscapisis) is een soort zangvogel van de familie vireo's (Vireonidae). Deze soort komt alleen voor op Java.

## Kenmerken
De Javaanse klauwiertimalia (Pteruthius flaviscapisis s.l.) is gemiddeld 14 cm lang. Het is een zangvogel met een relatief grote kop, stevige snavel en een korte staart. Het mannetje heeft een zwarte kop met een witte wenkbrauwstreep. De rug, vleugels en de staart zijn zwart. De buik en borst zijn vuilwit en op de vleugels zitten gele vlekken. Het vrouwtje is minder opvallend. De kop is grijs en de wenkbrauwstreep is vaag lichtgrijs. Verder is ze van boven olijfkleurig bruin tot groen. Van onder is ze minder licht dan het mannetje.

## Verspreiding en leefgebied
De vogel komt voor in het centrale hoog- en bergland van het eiland Java op hoogten tussen 1000 en 3000 meter boven zeeniveau.

## Status
De Javaanse klauwiertimalia is endemisch op Java. De grootte van de populatie is niet gekwantificeerd maar gaat door versnippering van het leefgebied in aantal achteruit. Echter, het tempo ligt onder de 30% in tien jaar (minder dan 3,5% per jaar). Om deze redenen staat de soort als niet bedreigd op de Rode Lijst van de IUCN.